# Лъка (област Бургас)
Вижте пояснителната страница за други значения на Лъка.
Лъка̀ е село в Югоизточна България. То се намира в община Поморие, област Бургас.

## География
Селото се намира на 12 km от общинския център Поморие, на 16 km от областния център Бургас и на 19 km от Несебър.

## История
До 1925 г. селото носи османското име Ески пасли. В землището на Лъка е направено археологическо откритие на сребърното съкровище, съдържащо 122 османски, 7 византийски и 1 българска монета, укрито между 1410 и 1416 г. 

## Население

### Етнически състав
Преброяване на населението през 2011 г.
Численост и дял на етническите групи според преброяването на населението през 2011 г.:
|                     | Численост |
| Общо                | 203       |
| Българи             | 192       |
| Турци               | -         |
| Цигани              | -         |
| Други               | 9         |
| Не се самоопределят | -         |
| Неотговорили        | 0.2       |

## Религии
През 2006 г. е изграден православен храм „Св. св. Константин и Елена“.